# Gli eredi della notte
Gli eredi della notte (Die Erben der Nacht) è una serie televisiva del 2019 scritta da Maria von Heland e Diederik van Rooijen e diretta da Diederik van Rooijen.
La storia è basata sulla serie di libri Die Erben der Nacht di Ulrike Schweikert.

## Trama
Molti secoli fa, dopo che Dracula, capostipite della razza dei vampiri, aveva perso la sua amata Elisabetha, le sue lacrime e il sangue della sua amata si mischiarono creando 13 rubini, ognuno con dei poteri magici differenti. Ogni rubino fu affidato a ognuno dei 13 clan di vampiri sparsi in tutta Europa, i quali cominciarono a farsi la guerra tra loro per ottenere i rubini degli altri clan.
Nel 1889, dopo una lunga guerra, in tutta Europa sono rimasti solo cinque clan di vampiri, che vivono nell'ombra della popolazione umana. Ma la loro esistenza è minacciata dai Red Mask, gruppi di cacciatori umani votati all'estinzione dei vampiri. La giovane vampira Alisa von Vamalia viene mandata, insieme a suo fratello minore Tammo, ad una scuola per vampiri sulla nave "Elisabetha". Qui farà la conoscenza degli eredi degli altri clan, apprendendo i vari poteri che essi possiedono grazie ai loro rubini.
Ma Alisa scoprirà di possedere la "Scintilla", un misterioso potere che la connette a Dracula, il quale intende riappropriarsi dei 13 rubini dei clan per compiere una terribile profezia. Alisa e gli altri eredi dovranno unire le forze per combattere questa e molte altre minacce.

## Episodi

### Prima stagione
1. La scintilla: Lars af Dracas origlia di nascosto la Noaide mentre predice il futuro di tutti i vampiri, se i clan non si riuniranno, saranno destinati all'estinzione. Il padre di Lars invia un messaggio agli altri quattro clan per unire le forze. A bordo della nave Elisabetha, i clan di vampiri arrivano ad un accordo.
2. Scuola di vampiri: A bordo della Elisabetha, i vampiri fanno rotta verso Amburgo, per salvare i Canali a dai Red Mask che vogliono uccidere i vampiri. Alisa viene scoperta da un Red Mask, ma riesce a fuggire attraverso il tetto. Giunta in strada, viene bloccata da Hindrik, arrivato in suo soccorso. Al suo arrivo sulla Elisabetha, Alisa incontra gli altri Eredi, i quali scoprono di essere a bordo della nave per frequentare una scuola di vampiri.
3. Desantificazione: Gli Anziani affidano gli Eredi alle cure dei clan Nosferas. Malcolm e Lars non vogliono frequentare la scuola e scappano. Per Alisa non è semplice fare amicizia nella scuola, e continua ad avere strane visioni senza comprenderne il significato. Dracula vede Alisa per la prima volta grazie al legame con la Scintilla.
4. Ospite indesiderato: Dracula trasforma il locandarie nel suo vampiro ombra, così che obbedisca ad ogni suo desiderio. A scuola, Alisa è in difficoltà perché viene presa in giro per il suo potere, l'amore. Rimasta sola, ricorda la madre che l'aveva abbandonata per un motivo molto importante. Hindrik insiste che Alisa tenga segreta la scintilla.
5. Il lettore sul tetto: Nicu e sua madre raggiungono l'Italia. Alisa vuole scoprire informazioni su Dracula e il Nodo e si reca in biblioteca e trova un libro che parla di Dracula. Alisa e Nicu vanno a cena.
6. La grande fuga
7. La maledizione della scintilla
8. Un'ombra per il sole
9. Perdere il controllo
10. Il labirinto della mente
11. Sangue umano
12. Nei momenti più bui
13. Vivere un'altra notte

### Seconda stagione
1. Perdere a fiducia
2. Combattere l'argento
3. La prigione della luce eterna
4. Il nemico del mio nemico
5. Una tempesta all'orizzonte
6. L'ultima speranza
7. Brutti ricordi
8. Doppio gioco
9. Il momento tanto atteso
10. Due menti legate
11. Trova la vita
12. La corsa alla caverna
13. Al cospetto del Nodo

## Clan dei Vampiri
Sono 13 famiglie di vampiri, conosciute anche come clan. Ognuno di essi possiede uno speciale rubino che conferiscono poteri differenti:
- Vamalia: clan della Germania. Il loro rubino dà il potere dell'amore, che secondo gli altri clan è il più inutile e più debole di tutti. Sono pacifisti e da secoli evitano di bere sangue umano. A causa della loro natura pacifista, gli altri vampiri ridicolizzano il clan Vamalia e scherzano dicendo che hanno il "potere dell'amore";
- Dracas: clan della Norvegia. Il loro rubino dà il potere della telepatia, consentendo loro di leggere le menti. Sono i più aggressivi dei clan e i più potenti, con un innato senso della propria superiorità. Hanno recuperato due rubini nelle guerre dei clan: quelli dei Vikla e dei Grimur;
- Lycana: clan dell'Irlanda. Il loro rubino dà il potere di trasformarsi in animali e viceversa. Hanno combattuto contro i Dracas e i Nosferas: solo l'erede del clan è sopravvissuto con il loro rubino. La loro storia violenta è intrecciata con altri esseri magici, inclusi lupi mannari e druidi;
- Nosferas: clan dell'Italia. Il loro rubino dà il potere di rendere inattivi gli oggetti santi, come croci e acqua santa, rendendoli innocui per i vampiri. Creature sgargianti, per le quali cibo e bevande sono molto importanti, e fanno tutto con "gusto". Hanno recuperato un rubino nelle guerre dei clan: quello degli Arrufat, ma hanno difficoltà ad accedere al suo potere;
- Vyrad: clan dell'Inghilterra. Il loro rubino dà il potere di controllare gli elementi climatici (vento, fulmini, pioggia, neve e creazione di nuvole, ecc.);
- Pyras: clan della Francia. Il loro rubino dà il potere di comunicare con gli animali;
- Upiry: clan della Romania. Il loro rubino dà il potere di animare la propria ombra e la proiezione astrale tramite l'ombra. Erano sotto la protezione di Dracula durante la guerra contro di lui. Avendo combattuto per lui, gli altri clan li credevano estinti, tuttavia Dracula, prima di essere sconfitto e addormentato, li trasformò tutti in pipistrelli e li imprigionò. Risvegliatosi 300 anni dopo, Dracula liberò un vampiro di nome Tonka in modo che potesse rubare tutti i rubini dagli Anziani per la liberazione del suo clan;
- Caminada: clan dalla Svizzera. Il loro rubino dà il potere dell'invisibilità. Sono stati sconfitti durante le guerre dei clan e l'ultimo superstite fu ucciso da Van Helsing, il quale rubò il loro rubino;
- Vikla: clan della Grecia. Il loro rubino dà il potere della telecinesi. Furono sconfitti dai Dracas che presero il loro rubino;
- Tova: clan dei Paesi Bassi. Il loro rubino dà il potere di muoversi liberamente nell'acqua (cosa impossibile per i normali vampiri). Furono tutti sterminati durante le guerre dei clan e il loro rubino fu gettato in un fiume, affinché nessuno potesse ottenerlo;
- Belov: clan della Russia. Il loro rubino dà l'immunità alla luce del sole. Furono sterminati durante le guerre dei clan e il loro rubino fu nascosto nella loro tomba di famiglia, protetta dalla luce solare grazie al potere del rubino dei Grimur;
- Grimur: clan dell'Austria. Il loro rubino dà il potere di manipolare la luce. Furono sconfitti dai Dracas che presero il loro rubino e lo usarono per creare l'aurora boreale (un tipo di luce che non ferisce i vampiri);
- Arrufat: clan della Spagna. Il loro rubino dà il potere di comunicare con i morti. Furono sconfitti dai Nosferas, i quali presero il loro rubino.

## Produzione
La serie è stata prodotta dalla società di produzione olandese Lemming Film in collaborazione con Hamster Film, Maze Pictures, Tasse Film e Maipo Film.
Nel dicembre 2017, la serie ha ricevuto un contributo finanziario di quasi 720 000 euro dal Netherlands Film Production Incentive. Nel marzo 2018, la serie ha ricevuto un altro contributo finanziario di quasi 250 000 euro. Inizialmente era previsto che Marco van Geffen dirigesse la serie. La società di produzione lettone Tasse Film ha ricevuto 561 889 euro per le riprese di parte della serie in Lettonia.

### Casting
L'11 giugno 2018 è stato annunciato che Monic Hendrickx, Sallie Harmsen e Benja Bruijning sono stati aggiunti al cast.

### Riprese
Le riprese principali sono iniziate il 4 giugno 2018 e si sono concluse il 22 marzo 2019. Le riprese si sono svolte in Norvegia, Lettonia e Croazia.